# غافين فورسيث
غافين فورسيث (بالإنجليزية: Gavin Forsyth)‏ هو متزحلق جبال الألب بريطاني، ولد في 4 يوليو 1969.

## وصلات خارجية
- غافين فورسيث على موقع أوليمبيديا (الإنجليزية)